# 임재정
임재정(1931년 3월 26일~2014년 8월 1일)은 대한민국의 정치인이다. 제11대 국회의원을 지냈다.
해남에서 태어났으며 광주신보 논설위원, 전남매일신문 주필을 지냈다. 민주한국당에서 광주시당위원장과 문화공보위원장을 지냈다.

## 역대 선거 결과
|  | 17.66% |

|  | 8.03% |